# Squaliforma biseriata
Squaliforma biseriata är en fiskart som först beskrevs av Cope 1872.  Squaliforma biseriata ingår i släktet Squaliforma och familjen Loricariidae. Inga underarter finns listade i Catalogue of Life.